# Formacja (wojsko)
Formacja
1. termin pochodzący od łacińskiego źródłosłowu formare = kształtować, porządkować, posiadający dawniej w języku wojskowym podwójne znaczenie. W znaczeniu regulaminowym termin formacja oznaczał oddział. Mówiło się o formacjach zapasowych, formacjach etapowych itp. Przy tym jednak termin formacja posiadał charakter mniej określony od terminu jednostka. W języku potocznym, nieregulaminowym termin formacja bywał używany w znaczeniu uszykowania. W tym znaczeniu mówiło się o formacjach bojowych, formacjach luźnych, formacjach zwartych itp[1].
2. łac. formatio = kształtować. Dawniej oddział wojskowy jednego rodzaju wojska (pułk piechoty, artylerii) lub ogólna nazwa jednostek wojskowych, określająca charakter ich uszykowania bojowego (f. bojowe, zwarte, luźne). W języku potocznym ogólne określenie jednego rodzaju wojska lub służby[2] (mówi się: formacje wojskowe zamiast rodzaje wojsk i służb)[3].
3. Jednostka w strukturze organizacji wojskowej wyodrębniona na przykład na podstawie rodzaju broni[4].